# Antandroy (langue)
Pour les articles homonymes, voir Antandroy et Ntandroy.
L'antandroy ou ntandroy est une langue malayo-polynésienne du groupe malgache au sein des langues barito. Ses locuteurs sont les Antandroy, qui habitent l’extrême sud de Madagascar.
En 2001, le nombre de locuteurs du ntandroy-mahafaly était de 650 000.

## Comparaison avec le dialecte Merina
| Français            | Merina       | Antandroy              |
| ------------------- | ------------ | ---------------------- |
| Mari                | Vady         | Valy                   |
| Moi/Je              | Izaho        | Raho/Zaho              |
| Tu/Toi              | Ianao        | Rehe/Riha/Ihe          |
| il                  | izy          | Reke/Ie                |
| Nous                | Isika/Izahay | Tika/Tikagne/Zahay     |
| Vous                | Ianareo      | Nahareo/Nareo/Inahareo |
| Ils/Eux             | Zareo        | Iereo/Iareo            |
| Bien/bon/magnifique | Tsara        | Soa                    |
| Si                  | Raha         | Lehe                   |
| Seulement           | Ihany        | Avao                   |
| Tabou               | Fady         | Faly                   |
| Tirer               | Mitifitra    | Mitifitse              |
| Entrer              | Miditra      | Militse                |
| Sortir              | Mivoaka      | Miakatse               |
| Suivre              | Manaraka     | Magnorike              |
| Sud                 | Atsimo       | Antimo                 |

## Quelques proverbes Ntandroy
| Proverbes Ntandroy                                                    | Equivalence en Merina                                     |
| --------------------------------------------------------------------- | --------------------------------------------------------- |
| Ana-tsiriry tsy toroan-dagno                                          | Zanak'omby tsy ampianarin-domano                          |
| Faly lambo i Tsipioke, tsy homagne ty vente'e faie midrofotse ty ro'e | Mihambo ho tsy tia vary mohaka nefa miletra sosoa be rano |
| Tandriondriono maola mahazo ty marentane                              | Tsingeringerin'ankizy ka ny lehibe avy no fanina          |
| Tsy to rehake ty tsy manam-bangovango                                 | Izay manan-tsira mahay mahandro                           |
| Tsy mote ty havelo hamonje ze miroro                                  | Aza manao ariary zato am-pandriana                        |
| Nahalavamoko i akanga y o, o fitaoagne o                              | Ny mahery tsy maody tsy ela velona                        |